# Jorge Pixley
Jorge V. Pixley (Chicago, 1937 - Claremont, 17 de julho de 2023) foi um teólogo cristão estadunidense.

## Biografia
Filho de missionários batistas, viveu durante sua infância e parte de sua juventude na América Central. Estudou no Colégio Batista de Manágua, onde terminou o ensino médio em 1955. Realizou seus estudos universitários no Wheaton College de Illinois e em Kalamazoo, onde se casou com Jayne Babcock. Na Faculdade de Teologia da Universidade de Chicago obteve o Doutorado em Estudos Bíblicos. Foi ordenado como pastor batista em 1963.
Em 1963, foi nomeado professor de Bíblia no Seminário Evangélico de Porto Rico. Em 1969-1970 foi convidado a ministrar aulas magistrais no Instituto Superior Evangélico de Estudos Teológicos (ISEDET) de Buenos Aires, onde viveu e também foi professor da Faculdade Luterana de Teologia. Entre 1975 e 1984 foi professor no Seminário Batista de México, assim como professor de História de Israel no Instituto Teológico de Estudos Superiores da Cidade de México. Em 1985 retornou aos Estados Unidos, porém, decidiu ir a viver em Manágua, onde esteve ministrando aulas no Seminário Batista, entre 1986-2002. Em outubro de 2002, ele e sua esposa se aposentaram e foram residir na Califórnia, onde foi diretor do Projeto América Latina, do Centro de Estudos Processuais na Escola de Teologia de Claremont.
Jayne Pixley faleceu em 2 de abril de 2022, aos 85 anos, enquanto Jorge Pixley faleceu em 17 de julho de 2023, aos 86 anos.

## Teologia
Pixley é autor de numerosos trabalhos sobre a teologia da libertação. Seu artigo "A opção pelos pobres e o Deus bíblico" foi incluído dentro da antologia Sobre a Opção pelos Pobres, com textos de José María Vigil, Leonardo Boff, Pedro Casaldáliga, Julio Lois, Giulio Girardi y Jon Sobrino.
Para Franz Hinkelammert, os recentes trabalhos de Pixley sobre a teologia e a filosofia do processo de Alfred North Whitehead demostram que a teologia da libertação tem entrado em um processo de renovação. Pixley se abre à dimensão de Deus, ao "drama de Deus na história", que se faz apremiante quando trata sobe o livro de Jó. Mantém um fio condutor em toda sua argumentação: a opção pelos pobres. Mas lhe dá um caráter específico: Deus é Deus de todos, ricos e pobres, e por isso tem que fazer a opção pelos pobres, não por parcialidade, "se não tivesse a opção pelos pobres, seria um Deus parcial, a favor dos ricos", seria opção contra os pobres.
O poder econômico e político olha a Deus diferente de como o olham os pobres. Este "desdobramento de Deus" é tratado por Jorge Pixley em sua interpretação do final do livro de Jó: Deus diz aos amigos de Jó, que não têm falado "com verdade" sobre Ele, enquanto Jó sim falou de Deus "com verdade". Aos deuses falsos só se lhes pode refutar desde a opção pelos pobres. Assim, o processo de libertação inclui ao ser humano e a Deus, ao mesmo tempo.
Pixley, Hugo Assmann e Sergio Arce Martínez são considerados os mais destacados exponentes da linha acadêmica radical da teologia da libertação. Pixley tem elaborado uma síntese dos estudos bíblicos, da teologia da libertação e da filosofia do processo, de modo que para ele, a teologia mais adequada à mensagem da Bíblia é a da libertação e seu melhor suporte filosófico é o processual. Partindo da leitura do texto bíblico como tal, considera que Deus responde e incide na história, o que pode se entender desde a teologia do processo proposta por Charles Hartshorne e leva a considerar, como Whitehead, dois "polos" divinos: o "primordial" (é sempre o mesmo) e o "consequente" (age na história e interage com a humanidade). A vida de Jesus Cristo foi um ministério vivo, viveu e morreu para nos libertar do pecado.

## Livros
- Pluralismo de tradiciones en la religión biblica. Buenos Aires: La Aurora, 1971.
- El libro de Job: comentario bíblico latinoamericano. San José, Costa Rica: Seminario Bíblico Latinoamericano, 1982.
- O Reino de Deus. São Paulo: Edições Paulinas, 1986.
- Êxodo. São Paulo: Edições Paulinas, 1987.
- Biblia y liberación de los pobres: ensayos de teología bíblica latinoamericana. México: Centro Antonio de Montesinos, 1986.
- La mujer en la construcción de la iglesia: una perspectiva bautista desde America Latina y el Caribe. San José, Costa Rica: DEI, 1986.
- Opção pelos pobres (com Clodovis Boff). Petrópolis: Editora Vozes, 1986.
- Hacia una fe evangélica latinoamericanista: una perspectiva bautista (con Israel Belo de Azevedo). San José, Costa Rica: DEI, 1988.
- A História de Israel a partir dos pobres. Petrópolis: Editora Vozes, 1991.
- Vida no espírito: o projeto messiânico de Jesus depois da ressurreição. Petrópolis: Editora Vozes, 1999.
- La resurrección de Jesús, el Cristo : una interpretación desde la lucha por la vida. San José, Costa Rica: DEI, 1999.
- Por una iglesia laica: historia de los y las creyentes que se congregan en la Convención Bautista de Nicaragua. Managua: CBN, 1999.
- Por um Mundo Diferente - Alternativas para o Mercado Global coordenador. Petrópolis: Editora Vozes, 2003.
- Jeremiah. St. Louis, Missouri: Chalice Press, 2004.
- O Deus libertador na Bíblia: Teologia da libertação e Filosofia processual. São Paulo: Paulus, 2011.